# Municipalità distrettuale di Umzinyathi
La municipalità distrettuale di Umzinyathi (in inglese Umzinyathi District Municipality) è un distretto della provincia di KwaZulu-Natal e il suo codice di distretto è DC24.
La sede amministrativa e legislativa è la città di Dundee e il suo territorio si estende su una superficie di 8.079 km².

## Geografia fisica

### Confini
La  municipalità distrettuale di Umzinyathi confina a nord con quella di Amajuba, a nord e a est con quella dello Zululand, a est con quella di UThungulu, a est e a sud con quella di iLembe, a sud e a ovest con quella di Umgungundlovu e a ovest con quella di Uthukela.

### Suddivisione amministrativa
Il distretto è suddiviso in 4 municipalità locali:
- Endumeni
- Umvoti
- Nquthu
- Msinga